# Anelosimus iwawakiensis
Anelosimus iwawakiensis là một loài nhện trong họ Theridiidae.
Loài này thuộc chi Anelosimus. Anelosimus iwawakiensis được Hajime Yoshida miêu tả năm 1986.